# Горњи Храшћан
Горњи Храшћан је насељено место у саставу општине Неделишће у Међимурској жупанији, Хрватска. До територијалне реорганизације у Хрватској налазио се у саставу старе општине Чаковец.

## Становништво
На попису становништва 2011. године, Горњи Храшћан је имао 910 становника.

## Попис1991.
На попису становништва 1991. године, насељено место Горњи Храшћан је имало 902 становника, следећег националног састава:
| Попис 1991.‍  | Попис 1991.‍  | Попис 1991.‍ | Попис 1991.‍ | Попис 1991.‍ |
| ------------ | ------------ | ----------- | ----------- | ----------- |
|              |              |             |             |             |
| Хрвати       | Хрвати       |             | 884         | 98,00%      |
| Муслимани    | Муслимани    |             | 4           | 0,44%       |
| Срби         | Срби         |             | 4           | 0,44%       |
| Словенци     | Словенци     |             | 3           | 0,33%       |
| Југословени  | Југословени  |             | 1           | 0,11%       |
| неопредељени | неопредељени |             | 5           | 0,55%       |
| непознато    | непознато    |             | 1           | 0,11%       |
| укупно: 902  |              |             |             |             |